# Nine to the Universe
„Nine to the Universe“ е албум на Джими Хендрикс, записан през 1969 г. и издаден посмъртно, през 1980 г. Това е седмият студиен албум на Хендрикс издаден след смъртта му и третият продуциран от Алан Дъглас.

## Песни
Автор на всички песни е Джими Хендрикс.

### Първа част
1. „Message from Nine to the Universe“ – 8:45
2. „Jimi/Jimmy Jam“ – 8:04

### Втора част
1. „Young/Hendrix“ – 10:22
2. „Easy Blues“ – 4:30
3. „Drone Blues“ – 6:16